# 北方麥穗魚
北方麥穗魚（学名：Pseudorasbora pumila），又稱大麥穗魚，是輻鰭魚綱鯉形目鯉科麥穗魚屬的其中一個種，分布於亞洲日本，體長可達8公分，棲息在中底層水域。

## 外部連結
- 北方麥穗魚的圖片（页面存档备份，存于）